# Synaj (góra)

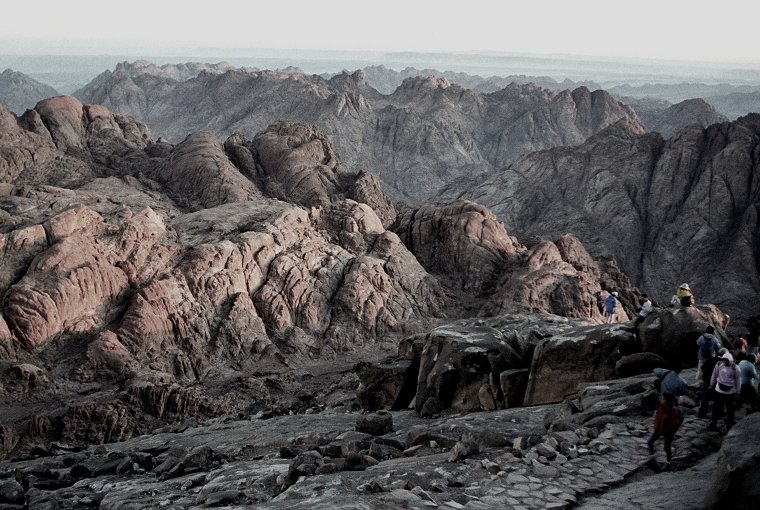
Widok ze szczytu

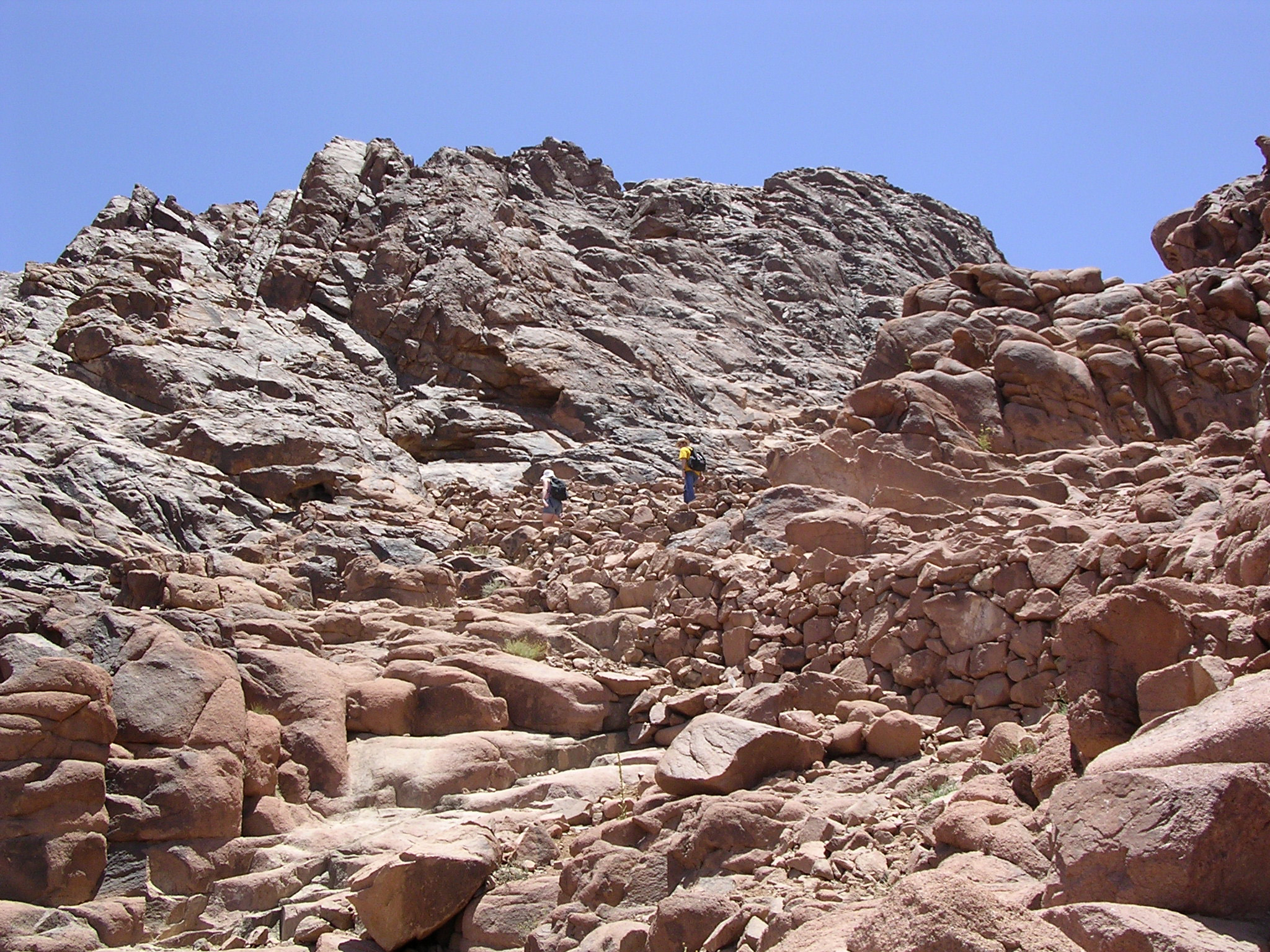
Sikkat Sajidna Musa (Ścieżka Pana Naszego Mojżesza lub Schody Pokutne), krótsza droga (trudniejsza) na szczyt

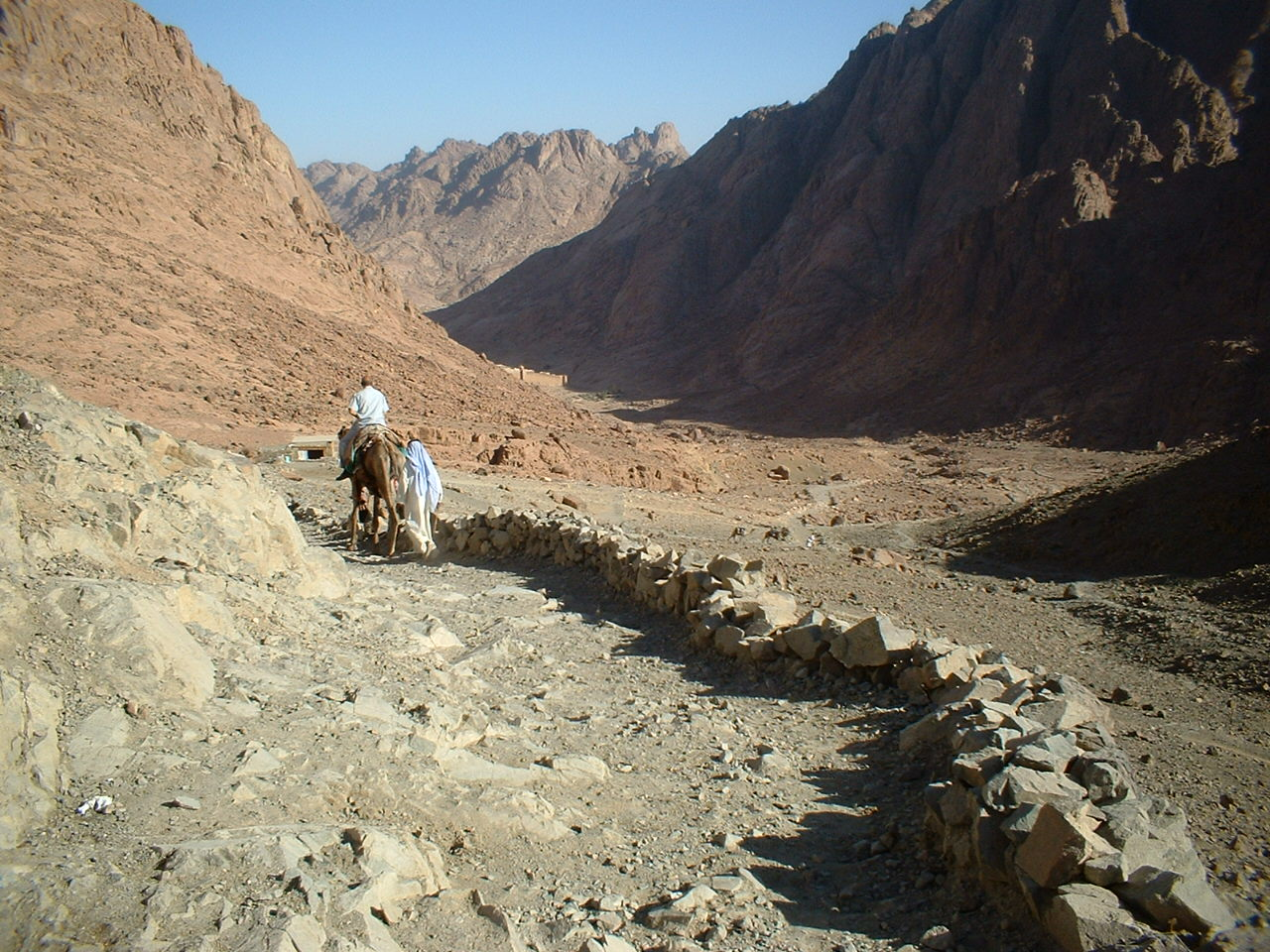
Sikkat al-Basza (Wielbłądzia Ścieżka lub Ścieżka Paschy), dłuższa droga (łatwiejsza) na szczyt

Synaj, Góra Mojżesza (arab. جبل موسى Dżabal Musa, hebr. הר סיני) – góra w Egipcie, w południowej części Półwyspu Synaj, w muhafazie Południowy Synaj (Park Narodowy Świętej Katarzyny). Wysokość 2285 m n.p.m. Jest to poszarpany nagi masyw górski z szaroczerwonego granitu. W 2002 obszar ten został wpisany na listę światowego dziedzictwa UNESCO.
Tradycyjnie utożsamiana z biblijną górą Synaj (Horeb), gdzie według Starego Testamentu, Bóg Jahwe przekazał Mojżeszowi kamienne tablice z dziesięciorgiem przykazań i zawarł przymierze z narodem izraelskim.
U podnóża góry znajduje się zabytkowy chrześcijański klasztor Świętej Katarzyny.

## Geografia
Góra ma wysokość 2285 m n.p.m. Jest to trzeci pod względem wysokości szczyt na półwyspie Synaj i w Egipcie. Znajduje się w pobliżu Góry Świętej Katarzyny, najwyższej na półwyspie Synaj (2637 m n.p.m.).

## Biblijna góra Synaj
W pobliżu góry nazywanej w Starym Testamencie Synaj Mojżeszowi ukazał się anioł Boga w płonącym krzewie i polecił mu wyprowadzić Izraelitów zniewolonych w Egipcie (Wj 3:1-10; Dz 7:30). Rok po tym zdarzeniu Mojżesz otrzymał dziesięć przykazań i zawarł z Bogiem przymierze. Po stuleciach do góry miał przybyć prorok Eliasz, uciekając przed królową Izebel (1Krl 19:8). Eliasz mieszkał w jednej z jaskiń. Pisarze biblijni na określenie tej góry posługiwali się zamiennie także nazwą Horeb, czasami też używali terminu góra Jahwe lub góra prawdziwego Boga, by podkreślić, że Jahwe objawił tu swą obecność (Wj 3:1; Lb 10:33). Mojżesz w rejonie tej góry miał poznać swoją żonę Seforę (Wj 2,15-22).
Kwestia, która góra była biblijnym Synajem, nie jest rozstrzygnięta. Oprócz szczytu zwanego współcześnie Synajem, rozpatrywano także sąsiednią Górę Świętej Katarzyny albo górę Sirbal. Współcześnie jako górę Synaj rozpatruje się także znajdującą się w Arabii Saudyjskiej górę Dżabal al-Lauz.
Istnieją też koncepcje, że biblijny Synaj leżał poza półwyspem Synaj. Zwolennicy tego poglądu wskazują na trudności pogodzenia opisu biblijnego z topografią Półwyspu Synajskiego (według nich brak tam góry, u podnóża której mógłby się zgromadzić liczny lud, półwysep należał do wrogiego Żydom Egiptu) i twierdzą, iż Izraelici po opuszczeniu półwyspu dotarli do Jabal al-Lawz po wschodniej stronie zatoki Akaba na terenie obecnej Arabii Saudyjskiej i ten właśnie szczyt jest biblijnym Synajem. Profesor archeologii Ze'ev Herzog jest zdania, iż "mimo wielu prób nie udało się ustalić nawet przybliżonego miejsca góry Synaj, który by pasował do biblijnego opisu".

## Turystyka

### Szlaki
Szlaki rozpoczynają się przy parkingu niedaleko klasztoru św. Katarzyny. Istnieje parę szlaków turystycznych prowadzących na szczyt:
- Dłuższy i łatwiejszy szlak prowadzi krętą tzw. Wielbłądzią Ścieżką lub Ścieżką Paschy (Sikkat al-Basza); początkowo wiedzie przez równinę Wadi al-Dajr, potem wytyczoną drogą Abbas Buga prowadzącą do Doliny Eliasza, a następnie do Wadi al-Dajr (Wąwozu Klasztornego). Trasę można pokonać w ciągu 2-3 godzin (2/3 trasy również na wielbłądzie).
- Krótsza, trudniejsza trasa, zwana Ścieżką Pana Naszego Mojżesza lub Schodami Pokutnymi (Sikkat Sajidna Musa), składa się z 3750 stopni (niektóre mają nawet metr wysokości). Jak głosi legenda, zostały wykute w skale w VI w. przez mnicha odbywającego pokutę za zbrodnię, której miał się dopuścić. Praca trwała kilkadziesiąt lat.
- Za rozpadliną pod samym szczytem poprzednia trasa łączy się z drugą, krótszą, ale o wiele bardziej stromą trasą, z tego miejsca pozostaje 750 stopni do szczytu, które można pokonać w ciągu 20 minut wyłącznie pieszo. Natomiast w ciągu ok. 1,5 godziny można nimi zejść ze szczytu pod klasztor u podnóża góry.
 Szlak biegnie przez nieckę z 500-letnim (inne źródła mówią, że 1000-letnim) cyprysem, jest to małe zagłębienie w połowie ponad trzykilometrowej grani Synaju nazywane Równiną Cyprysów (inne nazwy to Kotlina Eliasza; Basen Eliasza; Płaskowyż Eliasza lub Amfiteatr Siedemdziesięciu Mędrców), gdzie zatrzymują się pielgrzymi. Jest tu również stara studnia, z której Beduini czerpią wodę. Znajduje się tam Brama Eliasza, a 450 stopni niżej Brama Wiary, pod którą w XIX w. pielgrzymi błagali o darowanie im grzechów, zanim przepuszczono ich dalej. Według tradycji w tym miejscu prorok Eliasz usłyszał głos Boga (1Krl 19,9-18) i ukrywał się w pobliskiej grocie (Jaskinia Eliasza) przed królową Izebel, która prześladowała proroków Bożych. Jedna z tamtejszych kapliczek poświęcona jest właśnie temu prorokowi, druga natomiast innemu prorokowi, Elizeuszowi. Miejsce kojarzone jest również z osobami towarzyszącym Mojżeszowi w wejściu na górę, gdzie mieli pozostać i czekać na niego, gdy zejdzie ze szczytu. Stąd wiodą na dół schody przez Bramę św. Stefana oraz Bramę Spowiedzi. Niżej jest strumień Mojżesza oraz kapliczka Panny Marii. Zejście tym szlakiem wiedzie przez miejsca o interesującym krajobrazie oraz widokach na klasztor św. Katarzyny.

W pobliskim klasztorze św. Katarzyny, położonym u stóp góry, można przenocować w tzw. Domu Gościnnym, prowadzonym przez mnichów. Klasztor został zbudowany w miejscu, gdzie Bóg miał przemówić do Mojżesza, ukazując się jako płonący krzak.
Góra Synaj jest miejscem pielgrzymek poczynając od III-IV w. Wówczas chrześcijanie w jej okolicy utworzyli małe wspólnoty monastyczne. Pierwsza spisana relacja z pielgrzymki na górę Synaj pochodzi z ok. 381-385 roku - pochodząca najprawdopodobniej z Półwyspu Iberyjskiego Egeria opisała ją w dziele znanym jako Itinerarium Egeriae lub Peregrinatio Aetheriae ad loca sancta.